# Lac Matagami
Lac Matagami är en sjö i Kanada.   Den ligger i regionen Nord-du-Québec och provinsen Québec, i den östra delen av landet, 500 km norr om huvudstaden Ottawa. Lac Matagami ligger 245 meter över havet. Arean är 236 kvadratkilometer. 
Trakten runt Lac Matagami är nära nog obefolkad, med mindre än två invånare per kvadratkilometer.